# Zwarte Duivels Westmeerbeek
Zwarte Duivels Westmeerbeek is een Belgische voetbalclub uit Westmeerbeek. De club is aangesloten bij de KBVB met stamnummer 9530 en zwart en geel als kleuren.

## Geschiedenis
Sinds de jaren 30 van de 20ste eeuw was in het dorp KVC Zwarte Duivels Westmeerbeek aangesloten bij de Belgische Voetbalbond, maar deze club stopte in 2007.
Eind april 2009 werd met Racing Westmeerbeek een nieuwe club opgericht en aangesloten bij Belgische Voetbalbond. Men ging spelen op de terreinen van Zwarte Duivels aan de Beekstraat. De club ging van start op het laagste provinciale niveau, vierde provinciale. In 2017 werd de naam van de club gewijzigd in Zwarte Duivels Westmeerbeek.